# Semen Novikov
Semen Novikov (født 1997) er en ukrainsk-født bulgarsk bryder, der konkurrerer i græsk-romersk stil.
Han repræsenterede Bulgarien ved sommer-OL 2024 i Paris, hvor han vandt guld i 87-kilosklassen.